# 366 (số)
366 (ba trăm sáu mươi sáu) là một số tự nhiên ngay sau 365 và ngay trước 367.

## Trong cuộc sống
- 366 là số ngày trong một năm nhuận.